# Jan Stebnowski
Jan Stebnowski (ur. 9 grudnia 1884 w Horodence, zm. 20 sierpnia 1978) – polski malarz, publicysta i kartograf.
Podczas studiów na krakowskiej Akademii Sztuk Pięknych należał do Związku Strzeleckiego „Strzelec”, 30 sierpnia 1914 zgłosił się do Legionów Polskich. Został przydzielony do 2 kompanii uzupełnieniowej, ale po superrewidowaniu przeniesiono go do armii austriackiej. Ponownie w szeregi Legionów został wcielony w kwietniu 1916 pod rozkazy Komendy Legionów Polskich, 5 września 1917 został zaszeregowany do 4 pułku piechoty jako likwidacyjny oficer rachunkowy. Postępowanie likwidacyjne zakończyło się 20 listopada 1917 i wówczas Jan Stebnowski otrzymał zwolnienie z Polskiego Korpusu Posiłkowego celem zgłoszenia się do armii austriackiej. Dwa dni później zwolnienie to cofnięto i skierowano Stebnowskiego do baonu uzupełnień w Przemyślu. Następnie w służył w sztabie 2 pułku piechoty Polskiej Siły Zbrojnej (późniejszy 8 pp Leg.) w stopniu chorążego. Po 1920 ukończył studia kartograficzne i malarstwo stało się dla Jana Stebnowskiego dodatkowym zajęciem. Publikował felietony w Przeglądzie Geograficznym, współtworzył opracowanie „Rozwój kartografii – wobec zagadnień wojskowych w starożytności" (1934). Po 1945 nadal zajmował się kartografią, a jego twórczość malarska obejmowała w przeważającej części obrazy propagandowe. Tworzył obrazy przedstawiające działaczy partyjnych, uroczystości państwowe i inne obrazy noszące cechy socrealizmu.